# Wang Pej-sing
Wang Pej-sing (čínsky pchin-jinem Wáng Běixīng, znaky 王北星; * 10. března 1985 Charbin) je čínská rychlobruslařka specializující se na krátké tratě 500 a 1000 m.
Závodí na mezinárodní úrovni od roku 2003, průlomem v její kariéře se stala sezóna 2004/2005, kdy několikrát vyhrála závod divize B Světového poháru a následně začala jezdit v elitní divizi A. V roce 2005 se stala překvapivou medailistkou na Mistrovství světa na jednotlivých tratích, kde v závodě na 500 m získala stříbrnou medaili. Na Zimních olympijských hrách v Turíně skončila na stejné distanci sedmá. Další medaile přivezla z následujících šampionátů, včetně zlaté z Mistrovství světa ve sprintu v roce 2009. Na zimní olympiádě ve Vancouveru získala na trati 500 m bronzovou medaili, o čtyři roky později na ZOH v Soči skončila na pětistovce sedmá, na dvojnásobné distanci čtrnáctá.